# تفاوت جرم و وزن
به صورت روزمره، جرم یک جسم معمولاً به عنوان وزن آن تلقی می‌شود، گرچه این‌ها در واقع مفاهیم و کمیت‌های متفاوت هستند. در محاسبات علمی، جرم مقدار " ماده " در یک جسم است (اگر چه تعریف "ماده" ممکن است سخت و مشکل باشد)، نظر به اینکه که وزن نیرویی است که بر روی جسم به وسیله گرانش اعمال می‌شود. به عبارتی، یک جسم با جرم ۱٫۰ کیلوگرم، وزنش حدود ۹٫۸۱ نیوتن در روی سطح زمین است که جرم آن ضرب در قدرت میدان گرانشی است. وزن جسم در روی سطح مریخ کمتر است، جایی که گرانش ضعیفتر است و وزن جسم در روی سطح زحل بیشتر است و در فضا وزن جسم بسیار کوچک و ناچیز است و فاصله زیادی از منبع مهمی و بزرگی از گرانش دارد، اما همیشه جسم جرمی مشابه دارد و تغییر نکرده‌است.
اشیاء در روی سطح زمین وزن دارند، هر چند بعضی اوقات این وزن به سختی اندازه‌گیری می‌شود؛ مثلاً یک شی کوچک که در آب شناور شده‌است و به نظر نمی‌رسد وزن زیادی داشته باشد چون که توسط آب شناور شده؛ اما هنگامی که آن را به آب در ظرفی که به واسطهٔ یک مقیاس وزن شده باشد اضافه کنیم و وزن را بسنجیم، وزن آب و شی کوچک به‌طور معمول افزایش می‌یابد؛ بنابراین، «جسم بدون وزن» شناور در آب در واقع وزن خود را به پایین ظرف (جایی که فشار افزایش می‌یابد) انتقال می‌دهد. به‌طور مشابه، یک بالون دارای جرمی است، اما به نظر می‌رسد که به دلیل شناوری در هوا، هیچ وزنی نداشته باشد یا وزن منفی داشته باشد. با این حال وزن بالون و گاز داخل آن صرفاً به یک منطقه بزرگ از سطح زمین منتقل شده‌است، و وزن آن برای اندازه‌گیری دشوار است. وزن یک هواپیمای درحال پرواز به‌طور مشابه به زمین توزیع می‌شود، اما ناپدید نمی‌شود. اگر هواپیما درحال پرواز باشد، همان نیروی وزن به سطح زمین توزیع می‌شود، همان‌طور که هواپیما بر روی باند به زمین نیرو وارد می‌کند، اما بر روی یک منطقه بزرگتر گسترش یافته‌است.
یک تعریف علمی بهتر از جرم، توصیف آن به عنوان ایجادکنندهٔ اینرسی است، که مقاومت یک جسم وقتی که نیروی خارجی بر روی جسم اثر می‌کند و باعث شتاب گرفتن جسم می‌شود است. وزن «گرانشی» نیرویی است که وقتی یک جرم در میدان گرانشی قرار می‌گیرد به جسم وارد می‌شود و جسم مجاز به سقوط آزاد نیست، و نیروی مکانیکی مانند سطح سیاره آن را از سقوط نگه می‌دارند. چنین نیروی وزن را تشکیل می‌دهد. این نیرو را می‌توان به هر نوع نیروی دیگری اضافه کرد.
در حالی که وزن یک جسم نسبت با قدرت میدان گرانشی متناسب است، جرم آن ثابت است، تا زمانی که هیچ انرژی یا ماده به جسم اضافه نشود. به عنوان مثال، اگر چه یک ماهواره در مدار (اساساً یک سقوط آزاد) «بی وزن» است، اما همچنان جرم و لختی خود را حفظ می‌کند. بر این اساس، حتی در مدار، یک فضانورد تلاش برای شتاب دادن به ماهواره در هر جهت هنوز هم نیاز به اعمال زور دارد، و نیاز به اعمال ده بار نیروی بیشتری برای سرعت بخشیدن به ۱۰ تن ماهواره نسبت به یک تن دارد.

## بررسی اجمالی

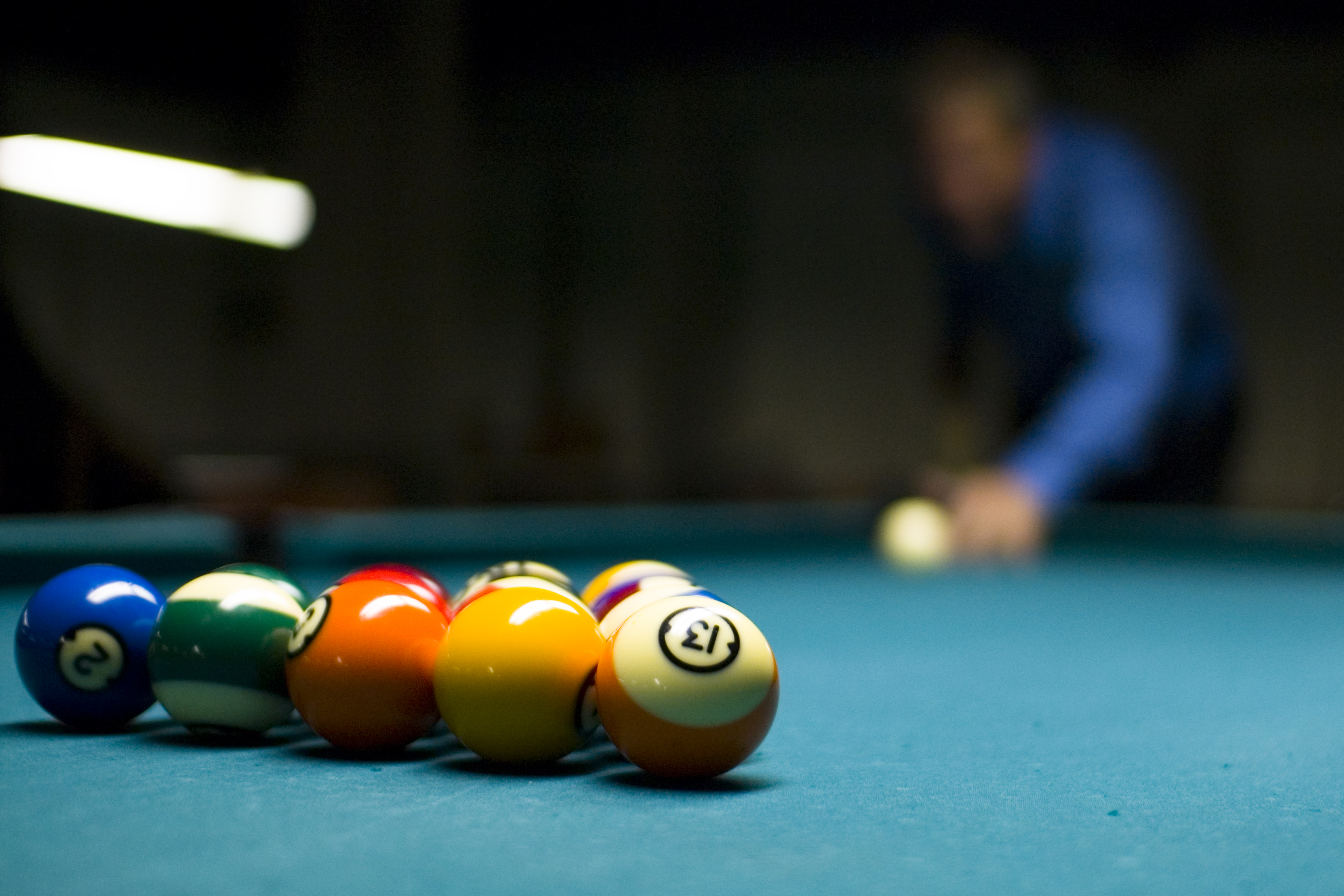
جرم یک ماده بسیاری از حرکات جنبشی آن ماده را تحت شعاع قرار می‌دهد.

جرم (در میان دیگر خاصیت‌ها) یک خاصیت لختی گونه است؛ به عبارت دیگر، تمایل یک شی به سرعت ثابت باقی می‌ماند مگر اینکه یک نیروی خارجی به شی اعمال شود. طبق قوانین حرکتی ۳۳۲ ساله سر آیزاک نیوتون و یک فرمول مهم که از کار او حاصل شد، F = ma, یک جسم با جرم، m، یک کیلوگرم شتاب، A، اگر با شتاب یک متر مجذور ثانیه (حدود یک دهم شتاب به دلیل گرانش زمین) حرکت کند توسط یک نیروی F، از یک نیوتون بهره برده‌است.
اینرسی زمانی حس و دیده می‌شود (یا مشاهده می‌شود) که یک توپ بولینگ روی سطح افقی، سطحی صاف هل داده شود و به حرکت افقی ادامه می‌دهد. این رفتار کاملاً جدا و متفاوت از وزن آن است، که نیروی گرانشی توپ بولینگ به سمت پایین است که باید آن را به طرف پایین و روی سطح نگه دارد. وزن توپ بولینگ در ماه یک ششم وزن آن بر روی زمین است، هر چند جرم آن بدون تغییر است. درنتیجه، هر زمان که فیزیک انرژی جنبشی (جرم، سرعت، لختی، برخورد کشسان و غیرکشسان) تسلط پیدا کند تأثیر گرانش یک عامل بسیار ناچیزی است، رفتار اجسام حتی در جایی که گرانش نسبتاً ضعیف است، پایدار است. به عنوان مثال، توپ‌های بیلیارد در یک میز بیلیارد، روی زمین پس از پراکنده شدن با همان سرعت و انرژی پراکنده خواهند شد که روی ماه پراکنده می‌شوند؛ با این حال، در ماه به نسبت زمین بسیار آرامتر در جیب قرار می‌گیرند.
در دانشهای مربوط به فیزیک، واژه‌های «جرم» و «وزن» به راه‌های جداگانه تعریف می‌شوند، زیرا خاصیت‌های فیزیکی آن‌ها متفاوت هستند. در استفاده روزانه، همان‌طور که همهٔ اجسام روزمره هر دو وزن و جرم دارند و یکی به‌طور مزدیک بیشتر از دیگری کاربرد دارد، «وزن» اغلب به توصیف هر دو خاصیت جرم و وزن گفته می‌شود و معنی آن به متنی که در آن استفاده شده‌است بستگی دارد. برای مثال، در تجارت خرده فروشی، «وزن خالص» محصولات در واقع به جرم اشاره دارد و در واحدهای جرم مانند گرم یا اونس بیان می‌شود (همچنین پوند: استفاده در تجارت). در مقابل، شاخص جرم بار در لاستیک‌های خودرو، که حداکثر بار سازنده برای یک تایر در کیلوگرم را مشخص می‌کند، به وزن اشاره دارد؛ یعنی نیروی ناشی از گرانش. پیش از اواخر قرن بیستم تفاوت بین این دو به‌طور دقیق در نوشتن فنی اعمال نشد، به صورتی که اصطلاحاتی مانند «وزن مولکولی» (برای جرم مولکولی) همچنان مشاهده می‌شود.
از آنجایی که جرم و وزن مقادیر متفاوتی ای است، آن دو واحدهای اندازه‌گیری مختلفی دارند. در سیستم بین‌المللی سیستم (SI) کیلوگرم واحد جرم است و نیوتن واحد نیرو می‌باشد. نیروی کیلوگرمی به جز SI همچنین یک واحد نیروی است که معمولاً در اندازه‌گیری وزن مورد استفاده قرار می‌گیرد. به همین ترتیب، پوند وزنی که در سیستم امپریال و واحدهای عادی آمریکا استفاده می‌شود، یک واحد جرم است و واحد نیروی مرتبط آن نیروی پوند است.

## تبدیل واحدهای جرم به نیروهای همجنس بر روی زمین
وقتی که وزن جسم (نیروی گرانشی آن) در «کیلوگرم» ابراز یا بیان می‌شود، این در واقع اشاره ای به نیروی کیلوگرمی (kgf یا kg-f) است، به علاوه به عنوان کیلوپوند (kp) شناخته و معلوم می‌شود، که یک نیروی غیر SI است. تمام اجسام روی سطح زمین به شتاب گرانشی تقریباً ۹٫۸ می‌رسند متر / ثانیه 2 کنفرانس عمومی وزن و اندازه‌گیری اندازهٔ گرانش استاندارد را دقیقاً به ۹٫۸۰۶۶۵ ثابت کرد m / s 2 به طوری که رشته‌هایی مانند مترولوژی یک مقدار استاندارد برای تبدیل واحدهای جرم تعریف شده به نیروها و فشارهای تعریف شده داشته باشند. پس نیرو-کیلوگرم به صورت دقیق ۹٫۸۰۶۶۵ نیوتن تعریف می‌شود. در واقع، شتاب گرانشی (نماد: g) کمی با تغییر عرض جغرافیایی، ارتفاع و تراکم زیر/ زمین تغییر خواهد کرد؛ این تغییرات اغلب فقط چند دهم درصد است. برای اطلاعات بیشتر گراویمتری را مشاهده کنید.
مهندسان و دانشمندان تفاوت میان جرم، نیرو و وزن را درک می‌کنند. مهندسان در رشته‌هایی که دارای بارگذاری وزن (نیرویی بر ساختار ناشی از گرانش) می‌شوند، مانند مهندسی ساختاری، جرم اجسامی مانند بتن و ماشین‌ها (در کیلوگرم) را به یک نیروی در نیوتون بدل می‌کنند (با ضرب چند فاکتور در حدود ۹/۸؛ ۲ ارقام قابل توجه اغلب برای چنین محاسباتی کافی است) برای استخراج بار جسم. خاصیت‌های مواد مثل مدول الاستیک توسط نیوتون و پاسکال اندازه‌گیری و نشر داده می‌شود (یک واحد فشار مربوط به نیوتن).

## شناوری و وزن

فارغ از اینکه جسم در چه سیالی شناوره (گاز یا مایع), نیروی شناوری روی یک جسم برابر است با وزنی که آن سیال که جسم آن را جابه‌جا کرده.

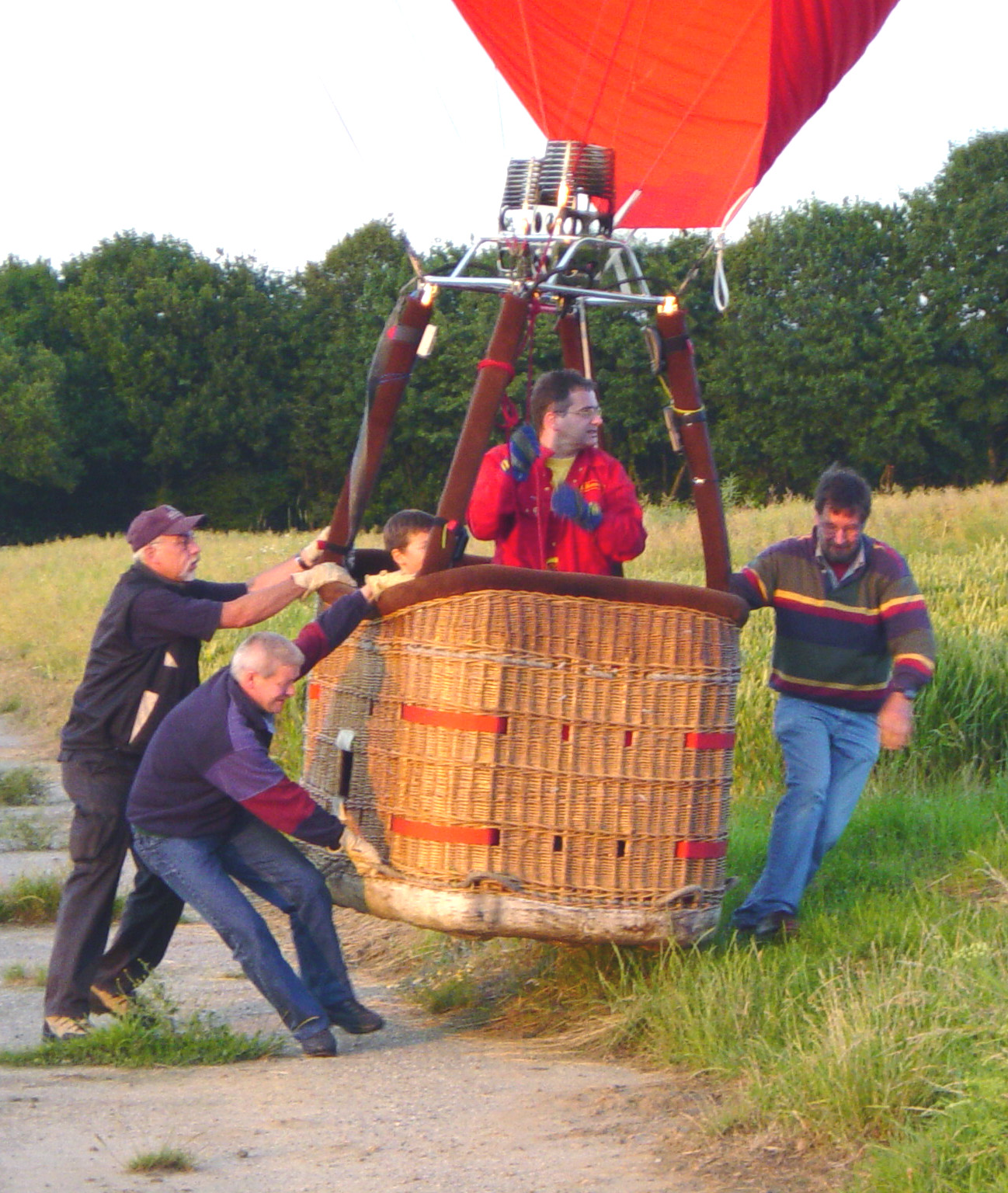
بالون هوای گرم زمانی که دارای شناوری خنثی است، برای افرادی که آن را نگه داشته‌اند وزنی ندارد اما هنوز به علت داشتن جرم لختی بالایی دارد.

معمولاً رابطه بین جرم و وزن روی زمین بسیار متناسب است؛ اشیاء که صد بار بزرگتر از بطری یک لیتر نوشابه هستند، تقریباً همیشه ۱۰۰ بار وزن دارند - تقریباً ۱۰۰۰ نیوتن، که وزن آن می‌تواند بر روی زمین از یک جسم با جرم کوچکی بیش از ۱۰۰ کیلوگرم باشد. با این حال، این مورد همیشگی نیست و اشیا خودمانی ای وجود دارد که از این تناسب جرم به وزن تجاوز می‌کند.
یک بالون اسباب بازی پر از هلیوم برای بسیاری آشناست. وقتی که چنین بادکنکی به‌طور کامل با هلیوم پر شده‌است، آن دارای شناوری است - نیرویی است که مخالف گرانش است. هنگامی که یک بادکنک اسباب بازی تا حدودی خالی می‌شود، آن معمولاً بی طرفانه شناور می‌شود و می‌تواند تود خانه از روی زمین یک یا دو متر شناور بالا بماند و گذر کند. در چنین وضعیتی، لحظاتی وجود دارد که بالون نه بالا می‌رود و نه پایین می‌آید، و به این معنا که مقیاس زیر آن هیچ نیرویی به بالون اعمال نمی‌کند، و به هیچ وجه کاملاً بی وزن نیست (در واقع همان‌طور که در بالا ذکر شد وزن تنها در سطح زمین مجدداً توزیع می‌شود تا اندازه‌گیری آن که دیگر قابل اندازه‌گیری نیست). اگرچه لاستیک حاوی بالون دارای یک جرم تنها چند گرم است که ممکن است تقریباً قابل چشم پوشی باشد، لاستیک هنوز هم تمام جرم خود را حفظ می‌کند.
دوباره، بر خلاف تأثیری که محیط‌های کم جاذبه بر روی وزن دارند، نیروی شناوری یک بخش از وزن یک شیء را ناپدید نمی‌کند؛ وزن از دست رفته به جای آن توسط زمین تحمل می‌شود، که به صورت تئوری نیروی (وزن) کمتری را به پایین جسم وارد می‌کند (هرچند امکان دارد شخصی با توزین این شی به درستی و به دقت به صورت عملی در این شرایط مشکل داشته باشد) با این حال در صورتی که یک استخر کوچکی را که یک فرد وارد آن شده و شروع به شناور شدن کند، وزن کنند، آنها متوجه شدند که وزن کامل فرد توسط استخر و در نهایت مقیاس زیر استخر محفوظ است. در صورتی که یک شیء شناور (در یک مقیاس کار درست برای وزن کردن اشیاء شناور) کمتر وزن دارد، هنگامی که شی اضافه می‌شود، سیستم شی / سیال با مقدار مجموع جرم جسم سنگین تر می‌شود. از آنجایی که هوا یک شاره است، این اصل نیز در مورد سیستم‌های جسم / هوا وارد می‌شود؛ حجم زیادی از هوا و در نهایت زمین - از وزنی که از طریق هوا شناور میانه ای از دست می‌رود بدن پشتیبانی می‌کند.
اثرهای شناوری فقط بر بالن تأثیر نمی‌گذارد؛ هر دو مایع‌ها و گازها در دانش‌های مربوط به فیزیک سیالات هستند، و زمانی که همه ماکرو ‑ اندازه اجسام بزرگتر از ذره‌های گرد و غبار در مایعات بر روی زمین غوطه ور هستند، آنها بعضی از درجه ای از شناوری دارند. در مورد یک شناگر شناور در یک استخر یا بالون شناور در هوا، شناوری می‌تواند به‌طور کامل با وزن گرانشی جسم در حال جابجایی، برای یک دستگاه توزین در استخر، مقابله کند. با این حال، همان‌طور که اشاره شد، یک شیء که توسط یک مایع پشتیبانی می‌شود، اساساً با یک شیء پشتیبانی شده توسط یک طناب یا کابل، متفاوت نیست، وزن فقط به مکان دیگری منتقل شده‌است، و نه اینکه ناپدید شده باشد.
بالن‌های بادوام «بدون وزن» (شناور خنثی) باید بهتر از بالن‌های هوای بسیار بزرگ قدردانی شوند. هرچند که برای مقابله با وزن خود در هنگام فرود بر روی زمین (زمانی که آنها اغلب می‌تواند در یک صد نیوتون از وزن صفر باشد) هیچ تلاشی برای مقابله با این وزن نباشد، اینرسی با وزن قابل توجه خود چند صد کیلوگرم یا بیشتر می‌تواند مردان بالغ را هنگامی که سبد بالون در حال حرکت به صورت افقی بر روی زمین است به زمین بکوبد.
شناور شدن و در نتیجه کاهش نیروی وزن روبه پایین اشیاء، تأکید بر اساس اصل ارشمیدس است که بیان می‌کند نیروی شناوری برابر با وزن مایع است که جسم جابجا می‌شود. اگر این سیال هوا باشد، نیرو می‌تواند کوچک باشد.

## اثرات شناوری هوا بر اندازه‌گیری
به‌طور معمول، اثر شناوری هوا بر روی اشیاء با چگالی نرمال بسیار کوچک است تا از نتایج آن در فعالیت‌های روزمره استفاده شود. به عنوان مثال، اثر کاهش شناوری بر وزن بدن (جسم با چگالی کم نسبتاً) ۱/۸۶۰ گرانش است (برای آب خالص آن را در مورد از ۱/۷۷۰گرانش است). علاوه بر این، تغییرات فشار فشارسنج به ندرت بر وزن فرد بیش از ± ۱ قسمت در ۳۰٬۰۰۰ تأثیر می‌گذارد. با این حال، در مترولوژی (علم اندازه‌گیری)، استانداردهای جرم دقیق برای کالیبراسیون مقیاس و تعادل آزمایشگاهی با دقت بسیار بالا ساخته می‌شود که تراکم هوا برای جبران اثرات شناوری تعیین می‌شود. با توجه به هزینه بسیار بالایی از پلاتین - ایریدیم استانداردهای از جرم مانند نمونه اولیه کیلوگرم بین‌المللی (استاندارد جرم در فرانسه که برحسب کیلوگرم تعریف شده)، با کیفیت بالا «کار» استانداردها خاص ساخته شده از فولاد ضدزنگ آلیاژ با تراکم از حدود 8000 kg / m 3، که حجم بیشتری را نسبت به ساخته شده از پلاتین-ایریدیوم اشغال کرده و دارای تراکم حدود ۲۱،550 kg / m ۳ را انجام می‌دهند. برای راحتی، یک مقدار استاندارد از شناور نسبت به فولاد ضدزنگ برای کار مترولوژی توسعه داده شد و این به معنای «جرم مورد قبول عامه» است. جرم متعارف به شرح زیر تعریف شده‌است: "برای جرم در ۲۰ °C، 'جرم متعارف' جر یک استاندارد مرجع از تراکم ۸٬۰۰۰ است kg / m 3 که در هوا با تراکم ۱٫۲ آن تعادل دارد کیلوگرم / متر 3. " این اثر کوچک، ۱۵۰ است ppm برای استانداردهای توده ای از جنس استنلس استیل، اما اصلاحات مناسب در طول تولید تمام استانداردهای توده دقت ساخته شده‌اند تا تودهٔ علامت گذاری شده درست باشد.

هر زمان که یک مقیاس با دقت بالا (یا تعادل بالا) در استفاده از آزمایش‌ها معمول استفاده می‌شود و با استفاده از استانداردهای فولاد ضدزنگ، همان مقیاس متعارف و مورد قبول همه اندازه‌گیری شود؛ در واقع اندازه ای که بدست می‌آوریم برابر با جرم واقعی جسم منهایی 150 ppm بعلت شناوری خواهد بود. از آنجا که اشیاء با دقیقاً همان جرم، اما با چگالی‌های مختلف حجم‌های مختلفی را اشغال می‌کنند و در نتیجه وزن و شناوری مختلفی دارند، هر شی اندازه‌گیری شده در این مقیاس (در مقایس یک استاندارد جامد ضدزنگ) جرم متعارف مخصوص خود را در اندازه‌گیری نشان خواهد داد؛ بدین معنی که جرم واقعی آن منهای درجه ناشناخته ای شناوری است. در کار با دقت بالا، حجم شی را می‌توان به صورت ریاضی محاسبه اثر شناوری. 

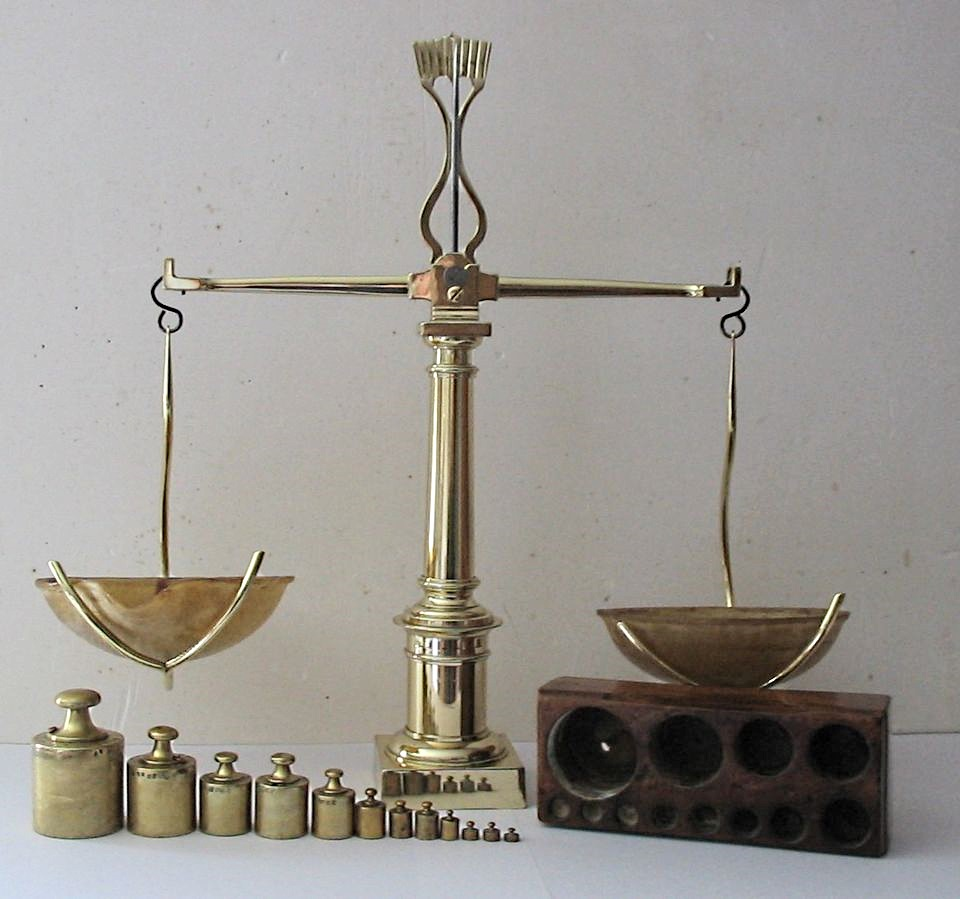
مقیاس توازن نوع وزن: تحت تأثیر نیروی جاذبه.

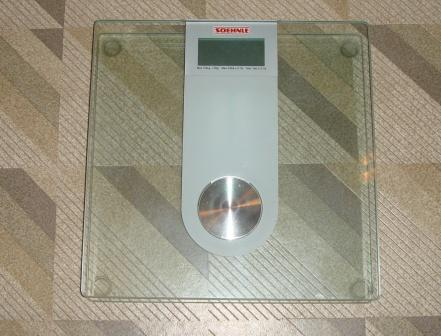
حسگر یا ترازوی خانگی: از قدرت جاذبه تأثیر می‌پذیرد.

هنگامی که یک نفر در یک ترازو در یک دفتر دکتر قرار می‌گیرد، ترازو جرم آنها به صورت مستقیم اندازه‌گیری می‌کنند. این به این دلیل است که تعادل (مقادیر جرمی دوگانه) مقادیر نیروی گرانشی را که بر روی پلت فرم با آن بر روی وزنه بر روی پرتوها قرار می‌گیرد مقایسه می‌کند؛ گرانش مکانیسم نیروی تولید است که اجازه می‌دهد سوزن از «نقطهٔ تعادل» (نقطه صفر) جابجا شود. این تعادل می‌تواند از استوای زمین به قطب‌ها منتقل شود و دقیقاً همان اندازه را نشان دهد، یعنی به‌طور جعلی نباید نشان دهد که بیمار دکتر ۰٫۳٪ سنگین تر شده‌است؛ آنها به دلیل چرخش زمین در اطراف محور خود از نیروی گریز از مرکز علیه جاذبه مصون هستند. اما اگر شما بر روی ترازوی فنری یا دیجیتال گام لود سل مبتنی بر مقیاس (دستگاه‌های تک PAN)، شما در حال اندازه‌گیری وزن خود (نیروی گرانشی) هستید؛ و تغییرات در قدرت میدان گرانشی روی وزن خواند ه شده روی ترازو تأثیر می‌گذارد. در عمل، زمانی که چنین مقیاس‌هایی در تجارت یا بیمارستان‌ها مورد استفاده قرار می‌گیرند، اغلب آنها در محل و بر اساس آن تأیید می‌شوند، به طوری که جرم آنها، بیان شده در پوند یا کیلوگرم، در سطح مورد نیاز و طلب شده دقت کافی را دارا است.

## استفاده در تجارت
در ایالات متحده آمریکا، وزارت بازرگانی ایالات متحده، اداره فناوری و موسسه ملی استاندارد و فناوری (NIST) استفاده از جرم و وزن را در تبادل کالاها تحت قوانین و مقررات یکسان در مناطق تعریف کرده اندو دستورها و قوانین مربوط در Metrology قانونی و کیفیت سوخت موتور در NIST Handbook 130 هست.

 NIST Handbook 130 می‌گوید: 

V. «جرم» و «وزن». [تبصره ۱، صفحه ۶ را ببینید]
جرم یک شیء، اندازه‌گیری لختی آن شی به صورت درست یا اندازه‌گیری مقدار ماده در آن است. وزن یک جسم اندازه‌گیری نیروی اعمال شده توسط گرانش بر روی جسم است یا نیروی مورد نیاز برای نگه داشتن آن است. کشش گرانش بر روی زمین یک شی را در حدود ۹٫۸ متر / ثانیه 2 شتابدار می‌کند در داد و ستد و تجارت و استفاده روزمره، اصطلاح «وزن» اغلب به عنوان مترادف «جرم» استفاده می‌شود. «جرم خالص» یا «وزن خالص» که بر روی یک برچسب نشان داده می‌شود نشان می‌دهد که بسته شامل یک مقدار خاص از کالای بسته‌بندی شده مواد است. استفاده از اصطلاح «جرم» در سراسر جهان غالب است و در ایالات متحده به‌طور فزاینده ای رایج است. (اضافه شده در سال ۱۹۹۳)
W.شرایط استفاده از «توده» و «وزن». [تبصره ۱، صفحه ۶ را ببینید]
هنگامی که در این کتابچه استفاده می‌شود، اصطلاح «وزن» به معنای «جرم» است. اصطلاح «وزن» هنگامی که واحدهای اینچ پوند مورد اشاره قرار می‌گیرد یا هنگامی که هر واحد اینچ پوند و SI در یک مورد مورد نیاز است، ظاهر می‌شود. اصطلاحات «جرم» یا «اجرام» هنگامی استفاده می‌شود که تنها واحدهای SI در یک مورد ذکر شده باشند. این تبصره هنگامی نمود پیدا می‌کند که اول واژهٔ وزن بکار برده شده باشد.
نکته ۱: هنگامی که در این قانون (یا مقررات) استفاده می‌شود، اصطلاح "وزن" به معنی "جرم" است. (برای مشاهده توضیحات این اصطلاحات، به بخش‌های V. و W در بند اول، مقدمه، از کتابچه راهنمای NIST مراجعه کنید) (اضافه شده در ۱۹۹۳) ۶ "

u s federal قوانین که این دفترچه را لغو کرده‌است تعریفی از وزن و وزن خالص ارایهٔ دهد و از آن بجای پوند و جرم استفاده می‌کند.

(الف) نمایش اصلی غذا در بسته‌بندی باید اعلام مقدار خالص محتویات باشد. این مهم باید با نشان دادن وزن، اندازه‌گیری، شمارش عددی، یا ترکیبی از شمارش عددی و وزن یا اندازه‌گیری بیان شود. بیانیه باید با توجه به اندازه‌گیری مایع باشد در صورتی که مواد غذایی مایع باشد، یا از نظر وزن، اگر مواد غذایی جامد، نیمه جامد یا چسبناک باشد، یا مخلوطی از جامد و مایع؛ به جز این که بعضی مواد ممکن است خشک باشد، اگر غذا میوه تازه، سبزیجات تازه یا سایر کالاهای خشک است که معمولاً به صورت خشک به فروش می‌رسد و اندازه‌گیری می‌شود. اگر یک محصول معمولی مصرف‌کننده عمومی یا تجاری که محتویات یک مایع را با وزن یا یک محصول جامد، نیمه جامد یا چسبناک به وسیله مایع اندازه‌گیری کند، می‌تواند مورد استفاده قرار گیرد. هر زمان که کمیسیون تعیین می‌کند که یک کمیت خالص از مضرب یا گنجایشی از وزن، اندازه‌گیری، تعداد عددی یا ترکیبی در مورد یک غذای بسته‌بندی شده خاص باشد، مقایسه‌های قابل فهمی را برای مصرف‌کنندگان به ارمغان نم آورد و آسان نمی‌کند و فرصت را برای سردرگمی‌های مصرف‌کننده ارائه می‌دهد، مقررات تعیین اصطلاح یا اصطلاحات مناسب برای چنین کالایی مورد استفاده قرار می‌دهد.
(ب) (۱) بیانیه‌های وزن باید از لحاظ pound و unundupois پوند و اونس باشد.

 همچنین به قسمت 21CFR201 Part 201.۵۱ مراجعه کنید - "اعلام مقدار خالص محتویات" برای برچسب زدن عمومی و الزامات برچسب زدن نسخه.

## یادداشت
1. ↑  de Silva, G.M.S. (2002), Basic Metrology for ISO 9000 Certification, Butterworth-Heinemann
2. ↑  National Physical Laboratory: What are the differences between mass, weight, force and load? (FAQ – Mass & Density)
3. ↑  See Mass in special relativity for a discussion of mass in this context. An object or particle does not have to be traveling very close to the speed of light, c, for its relativistic mass, M (or γm) to vary measurably from its rest mass m0. Per the Lorentz transformations and Einstein’s 1905 paper, The Special Theory of Relativity, relativistic mass is 0.5% greater than m0 at only 9.96% c, thus affecting measurements performed with a precision of 1%. Whereas 10% of the speed of light is exceedingly fast in most contexts, it is not "close to the speed of light".
4. ↑  In professional metrology (the science of measurement), the acceleration of Earth’s gravity is taken as standard gravity (symbol: gn), which is defined as precisely ۹٫۸۰۶۶۵ meters per square second (m/s2). The expression "1 m/s2 " means that for every second that elapses, velocity changes an additional 1 meter per second. An acceleration of 1 m/s2 is the same rate of change in velocity as 3.6 km/h per second (≈2.2 mph per second).
5. ↑  Objects the size of small dust particles, or smaller, are so strongly influenced by Brownian motion that they are no longer influenced by buoyancy.
6. ↑  Assumptions: An air density of 1160 g/m3, an average density of a human body (with collapsed lungs) equal to that of water, and variations in barometric pressure rarely exceeding ±۲۲ تور (۲٫۹ کیلوپاسکال). Assumptions primary variables: An altitude of 194 meters above mean sea level (the worldwide median altitude of human habitation), an indoor temperature of 23 °C, a dewpoint of 9 °C, and ۷۶۰ میلی‌متر جیوه (۱۰۱ کیلوپاسکال) sea level–corrected barometric pressure.
7. ↑  For example, for the recalibration of the US National Prototype Kilogram in 1985, two austenitic stainless steel artifacts were used for comparison. One, named D2, is similar to 18-8 (type 304) stainless (ie 18% Chromium, 8% Nickel); the other, named CH-1, is a more complex alloy that could be roughly designated as CrNiMo30-25-2 (chemical composition is 29.9% Cr, 25.1% Ni, 2.2% Mo, 1.45% Mn, 0.53 Si, 0.2% Cu, 0.07% C, 0.0019% P).Davis, R. N. (1985). "Recalibration of the US National Prototype Kilogram" (PDF). Journal of Research of the National Bureau of Standards. Washington: US Government Printing Office. 90 (4): 267. doi:10.6028/jres.090.015. Archived from the original (PDF) on 3 June 2011. Retrieved 2 May 2011.
8. ↑  International Recommendation OIML R33, International Organization of Legal Metrology.
9. ↑  National General Conference on Weights and Measures, Specifications, Tolerances, and Other Technical Requirements for Weighing and Measuring Devices, NIST Handbook 44